# Ґумово (Цехановський повіт)
Ґумово (пол. Gumowo) — село в Польщі, у гміні Цеханув Цехановського повіту Мазовецького воєводства.
Населення — 291 особа (2011).
У 1975-1998 роках село належало до Цехановського воєводства.

## Демографія
Демографічна структура станом на 31 березня 2011 року:
|          | Загалом | Допрацездатний вік | Працездатний вік | Постпрацездатний вік |
| -------- | ------- | ------------------ | ---------------- | -------------------- |
| Чоловіки | 140     | 24                 | 105              | 11                   |
| Жінки    | 151     | 32                 | 85               | 34                   |
| Разом    | 291     | 56                 | 190              | 45                   |